# Exothotettix jiangxiensis
Exothotettix jiangxiensis är en insektsart som beskrevs av Liang, F.L. Jia, L. Shi, Jin-huo Wu och Hui Chen 20. Exothotettix jiangxiensis ingår i släktet Exothotettix och familjen torngräshoppor. Inga underarter finns listade i Catalogue of Life.